# Taça World Skate Europe de 2020–21
A Taça World Skate Europe de 2020–21 foi a 41ª edição da Taça World Skate Europe, a segunda com a nova designação da até então designada Taça CERS; a segunda na hierarquia das competicões europeias para clubes masculinos de hóquei em patins.
Esta foi uma edição ainda fortemente impactada pela Pandemia de COVID-19. Apenas 7 equipas manifestaram interesse em participar na Taça WSE aquando do sorteio realizado em fevereiro de 2021: cinco equipas catalãs, uma equipa italiana e uma equipa portuguesa, o Riba d'Ave que fez a sua estreia nas competições europeias (curiosamente aquando da realização do torneio em junho de 2021, o campeonato português já tinha terminado há cerca de 2 meses ditanto a descidad de divisão do Riba d'Ave).
As condições para a realização da competição em plena pandemia levaram a que a prova se realizasse em Andorra, num formato concentrado de final a oito. Dada a presença de apenas 7 equipas, o Lleida campeão em título ficou automaticamente apurado para as meias-finais.
O clube catalão Lleida revalidou o título conquistado nas duas edições anteriores à pandemia batendo na final os italianos do Sarzana.

## Equipas qualificadas
| Portugal     | Espanha                                                   | Itália          |
| ------------ | --------------------------------------------------------- | --------------- |
| - Riba d'Ave | - Lleida - Igualada HC - CH Caldes - Girona HC - Calafell | - ASD H Sarzana |

## Final Seven
Final Seven (uma Final Eight com o Lleida, campeão em título, isento dos "quartos") entre 18 e 20 de junho de 2021.

|  | Quartos de final | Quartos de final |           |   | Meias finais | Meias finais |  |  | Final | Final |
|  |                  |                  |           |   |              |              |  |  |       |       |
|  |                  |                  |           |   |              |              |  |  |       |       |
|  |                  |                  |           |   |              |              |  |  |       |       |
|  | Riba d'Ave       | 2                |           |   |              |              |  |  |       |       |
|  | Riba d'Ave       | 2                |           |   |              |              |  |  |       |       |
|  | Caldes           | 6                |           |   |              |              |  |  |       |       |
|  | Caldes           | 6                | Caldes    | 1 |              |              |  |  |       |       |
|  |                  |                  | Caldes    | 1 |              |              |  |  |       |       |
|  |                  | H Sarzana        | 4         |   |              |              |  |  |       |       |
|  | H Sarzana        | H Sarzana        | 4         | 3 |              |              |  |  |       |       |
|  | H Sarzana        |                  |           | 3 |              |              |  |  |       |       |
|  | Igualada HC      | 2                |           |   |              |              |  |  |       |       |
|  | Igualada HC      | 2                | H Sarzana | 3 |              |              |  |  |       |       |
|  |                  |                  | H Sarzana | 3 |              |              |  |  |       |       |
|  |                  | Lleida           | 5         |   |              |              |  |  |       |       |
|  | Calafell         | Lleida           | 5         | 2 |              |              |  |  |       |       |
|  | Calafell         |                  |           | 2 |              |              |  |  |       |       |
|  | Girona HC        | 4                |           |   |              |              |  |  |       |       |
|  | Girona HC        | 4                | Girona HC | 1 |              |              |  |  |       |       |
|  |                  |                  | Girona HC | 1 |              |              |  |  |       |       |
|  |                  |                  | Lleida    | 3 |              |              |  |  |       |       |
|  |                  |                  | Lleida    | 3 |              |              |  |  |       |       |
|  |                  |                  |           |   |              |              |  |  |       |       |
|  |                  |                  |           |   |              |              |  |  |       |       |
|  |                  |                  |           |   |              |              |  |  |       |       |

## Ligações Externas
- ws europe website

### Internacional
- plurisports
- hoqueipt
- Hoqueipatins.com
- rollerenligne